# Espai de Hausdorff
En topologia, un espai de Hausdorff,  separat  o T₂ és un espai topològic en el qual punts diferents tenen entorns disjunts.
Els espais de Hausdorff es diuen així en honor de Felix Hausdorff, un dels fundadors de la topologia. La definició original de Hausdorff d'un espai topològic (de 1914) incloïa la propietat de Hausdorff com a axioma.
Tot espai mètric (i per tant tot espai normat) és un espai de Hausdorff.

## Definicions
Donats dos punts x, y d'un espai topològic X, es diu que els dos punts compleixen la propietat de Hausdorff si existeixen dos entorns: Ux entorn de x i Uy entorn de y tals que {\displaystyle U_{x}\cap U_{y}=\emptyset }.
Un espai topològic es diu que és un espai de Hausdorff o T₂, si tot parell de punts de l'espai verifica la propietat de Hausdorff.

## Principals propietats dels Espais de Hausdorff
- Tot espai de Hausdorff és també de Fréchet o T1 i, per tant, també és un espai TD i també un espai de Kolmogórov o T0.
- Així doncs, com que és T1, tot conjunt unitari d'un espai de Hausdorff és tancat.
- En un espai de Hausdorff, les successions convergents convergeixin a un únic punt.[1]
- En un espai de Hausdorff, els punts distints son topològicament distinguibles.[2]

### Exemples
- La recta real i el pla real amb la topologia usual són espais de Hausdorff.